# 한경석
한경석(韓景錫)은 조선시대의 판소리 명창이다. 담양에서 태어났다. 서편제 소리 명창으로 60살까지 살았다. 풍채가 당당하고 성음이 명랑하며, 《춘향가》를 잘하였다. 특히, 〈옥중가〉를 잘 불렀다. 